# پسرک لال
" پسرک لال " (" El niño mudo ") شعری از فدریکو گارسیا لورکا است که در کتاب ترانه‌ها  (1921-1924) منتشر شده است . در این شعر ، لورکا "داستانی را روایت می کند که در آن جدایی و بیگانگی غالب است ، زیرا صدای کودک گم شده و در وجود دیگری اسیر شده است". این مضمون در شعر بعدی با عنوان " El niño loco " ("پسر دیوانه") ادامه یافته است.
در سال 1947، شعر، با عنوان "L'enfant muet" به فرانسه ترجمه شد و توسط فرانسیس پولنک مورد اقتباس قرار گرفت